# 露の團四郎
露の 團四郎（つゆの だんしろう、1955年4月13日 - ）は、福岡県出身の落語家。団四郎とも表記する。本名∶植山 真吾。出囃子は「勧進帳」。

## 経歴
福岡県立戸畑工業高等学校出身。1977年3月7日、二代目露乃五郎（後の二代目露の五郎兵衛）に入門。翌1978年、京都会館での「露乃五郎30周年リサイタル」において初舞台。
2024年11月13日、上方落語協会での会見で、翌2025年10月24日より、師匠の前名で空き名跡となっていた「露の五郎」の名跡を受け継ぎ、三代目露の五郎を襲名。同日より国立文楽劇場で襲名披露興行を行う事を発表した。

## 活動
落語の他、百面相、上方にわかでは、1986年に四代目一輪亭花咲を襲名している。
上方落語協会会員、株式会社七福神所属。

## 人物
師匠の影響により怪談噺が得意。高座名に「四」があるため、自称「落語会のヨン様」。ブログのアクセス数は落語家界でもトップクラス。
現在の出囃子は「勧進帳」、以前の出囃子「炭坑節」は出身地福岡に由来する。
妻は月亭方正と高校の同級生。

## 弟子
- 露の団姫